# RN11 (Dschibuti)
Die RN11 ist eine Fernstraße in Dschibuti, die in Tadjoura an der Ausfahrt der RN9 beginnt und in der Nähe der Grenze zu Äthiopien endet. Dort geht sie in die N11 über, nach wenigen Kilometer kreuzt sie mit einer nicht nummerierten Straße, die über die Grenze Äthiopien, zur N1 verläuft. Sie kreuzt sich mit der RN12 und der RN13. Die RN11 ist 82 Kilometer lang.